# 黄山头镇 (安乡县)
黄山头镇，是中华人民共和国湖南省常德市安乡县下辖的一个乡镇级行政单位。

## 行政区划
黄山头镇下辖以下地区：
南禅寺社区、凤凰社区、理兴社区、虎山村、马坡湖村、傅家村、沙堤村、黄湖村、心福村、木豇村、界沟村、松荫村、杨家村、长福村、成福村、福临村、丁堤村、白家岗村、长山村、长峰村和东湖村。